# Monceaux-en-Bessin
Monceaux-en-Bessin – miejscowość i gmina we Francji, w regionie Normandia, w departamencie Calvados.
Według danych na rok 1990 gminę zamieszkiwało 395 osób, a gęstość zaludnienia wynosiła 84 osoby/km² (wśród 1815 gmin Dolnej Normandii Monceaux-en-Bessin plasuje się na 514. miejscu pod względem liczby ludności, natomiast pod względem powierzchni na miejscu 908.).